# Arhopala oenea
Arhopala oenea är en fjärilsart som beskrevs av William Chapman Hewitson 1869. Arhopala oenea ingår i släktet Arhopala och familjen juvelvingar. Inga underarter finns listade i Catalogue of Life.

## Bildgalleri

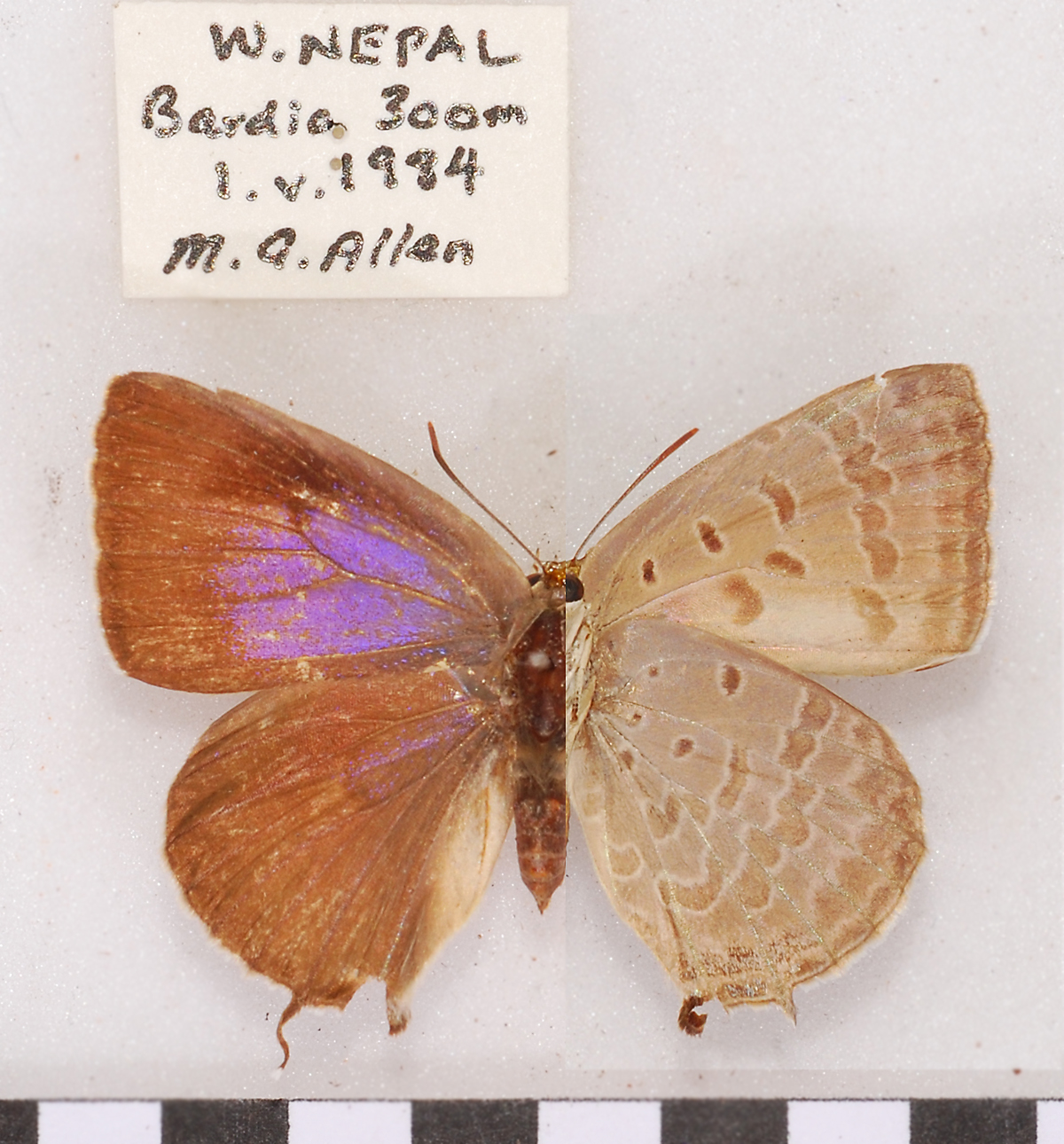
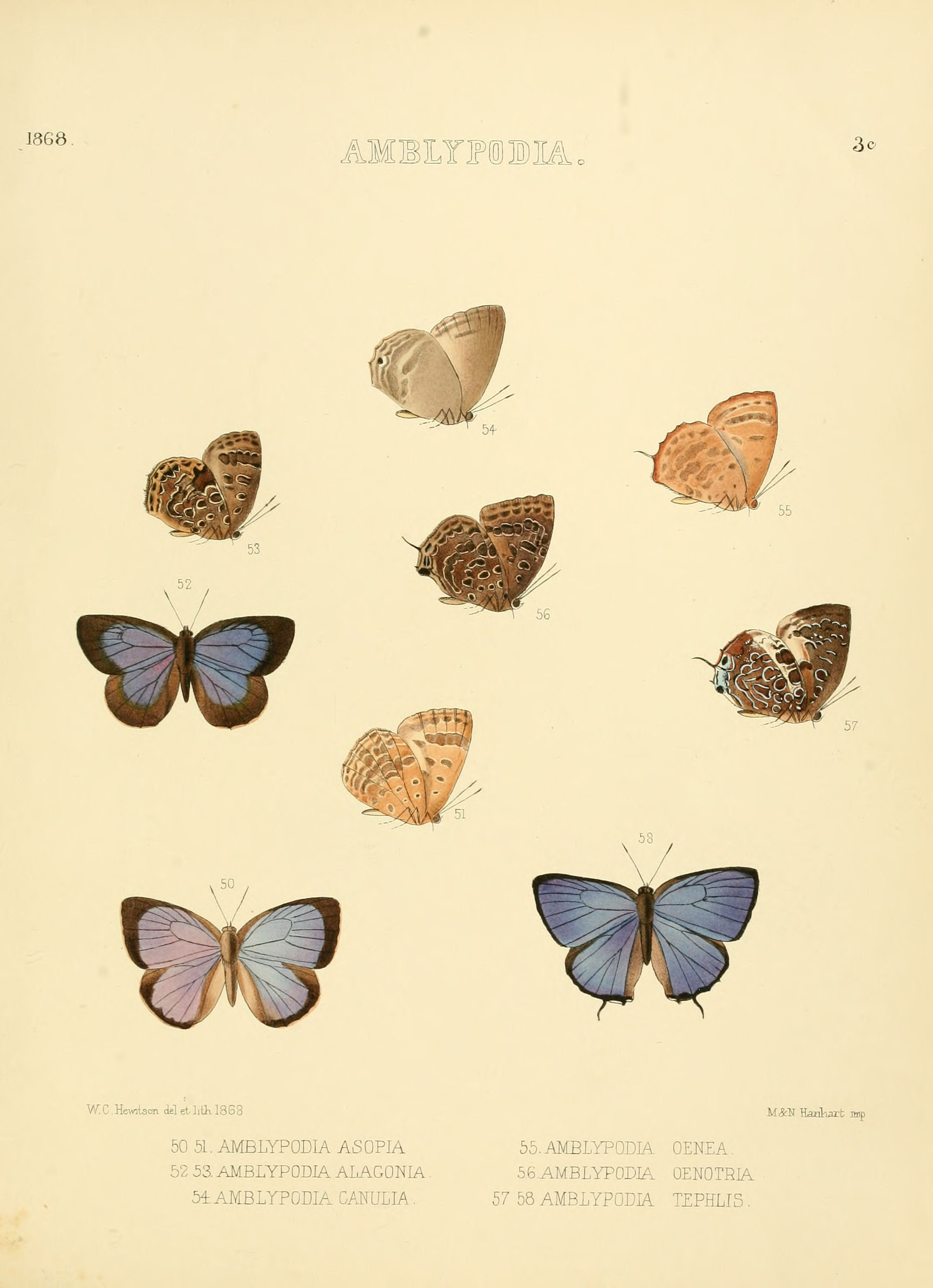